# Вайдор (Техас)
Вайдор (англ. Vidor) — місто (англ. city) на заході округу Орандж на південному сході штату Техас, США. Населення — 9789 осіб (2020). Місто розташоване за 10 кілометрів на схід від Бомонта. Вайдор — головним чином спальний район для розташованих по сусідству Бомонта та Порт-Артура. Є частиною агломерації Бомонт — Порт-Артур.

## Географія
Вайдор розташований за координатами 30°7′41″ пн. ш. 93°59′30″ зх. д. / 30.12806° пн. ш. 93.99167° зх. д. (30.128139, -93.991733).  За даними Бюро перепису населення США в 2010 році місто мало площу 30,62 км², з яких 30,35 км² — суходіл та 0,27 км² — водойми.

## Демографія
Згідно з переписом 2010 року, у місті мешкало 10 579 осіб у 3969 домогосподарствах у складі 2827 родин. Густота населення становила 346 осіб/км².  Було 4397 помешкань (144/км²).
Расовий склад населення:
| - 95,7 % — білих - 0,5 % — корінних американців - 0,5 % — азіатів - 0,2 % — вихідців з тихоокеанських островів - 0,1 % — чорних або афроамериканців - 1,5 % — осіб інших рас |

До двох чи більше рас належало 1,5 %. Частка іспаномовних становила 5,1 % від усіх жителів.
За віковим діапазоном населення розподілялося таким чином: 25,4 % — особи молодші 18 років, 60,7 % — особи у віці 18—64 років, 13,9 % — особи у віці 65 років та старші. Медіана віку мешканця становила 36,9 року. На 100 осіб жіночої статі у місті припадало 96,6 чоловіків;  на 100 жінок у віці від 18 років та старших — 93,7 чоловіків також старших 18 років.
Середній дохід на одне домашнє господарство  становив 57 560 доларів США (медіана — 40 134), а середній дохід на одну сім'ю — 66 899 доларів (медіана — 48 480). Медіана доходів становила 39 872 долари для чоловіків та 27 302 долари для жінок. За межею бідності перебувало 18,5 % осіб, у тому числі 25,3 % дітей у віці до 18 років та 19,1 % осіб у віці 65 років та старших.
Цивільне працевлаштоване населення становило 4957 осіб. Основні галузі зайнятості: освіта, охорона здоров'я та соціальна допомога — 24,8 %, виробництво — 17,7 %, будівництво — 11,7 %, роздрібна торгівля — 10,2 %.